# 파올로 스트린가라
파올로 스트린가라(이탈리아어: Paolo Stringara, 1962년 9월 22일 ~ )는 수비형 미드필더로 활약한 이탈리아의 전 축구 선수, 현 축구 감독이다.

## 선수 경력
스트린가라는 인터 밀란 유소년팀에서 축구를 시작하였고, 1980년 시에나에서 프로 데뷔전을 치뤘다. 1986년, 그는 볼로냐에 입단하여 1989-90 시즌에 로소블루의 주장을 맡으며 세리에 C1, 세리에 B, 세리에 A에서 활약하였다.
그는 1990년 인터 밀란으로 복귀해 1990-91년 UEFA컵 우승을 거둔 네라주리 선수단의 일원이 되었다. 그는 다음 시즌에 인터 밀란을 떠나 아벨리노로 이적하였고, 1년 후에 볼로냐로 복귀하였다.
그는 아마추어 축구팀 이페르촐라의 선수 겸 감독으로 한 시즌을 보낸 후, 1996년 은퇴하였다.

## 코칭 경력
이페르촐라에서 선수 겸 감독으로 일한 후, 스트린가라는 1996년 세리에 C2의 리보르노의 감독직을 맡아, 첫 시즌에 세리에 C1으로 팀을 이끌었다. 여러 차례의 세리에 C 감독 경력을 거친 후, 그는 2001년 피스토이에세에서 첫 세리에 B 감독직을 제안받았다. 2005년, 그는 토리노 감독직을 잠시 맡았는데, 구단이 파산하기 전 며칠간 지휘봉을 잡았다가 우르바노 카이로에 의해 재창단되면서 물러났다.
2015년 그로세토에서 마지막으로 세리에 C에서 일한 후, 스트린가라는 친구이자 전 동료인 위르겐 클린스만으로부터 미국 축구 국가대표팀 코치직을 맡아달라는 제안을 수락했다.
2021년 11월 16일, 스트린가라는 세리에 D 아마추어 구단 프로 리보르노의 신임 감독으로 임명되면서 감독직에 복귀하였다. 그는 2022년 3월 17일 경질되었고, 프로 리보르노는 리그 최하위를 기록했다.
2023년 3월 9일, 대한민국 축구 국가대표팀 코치로 선임되면서 미국 축구 국가대표팀에 이어 위르겐 클린스만 감독을 보좌하게 되었다.

## 수상 내역
인터
- UEFA컵: 1990–91